# 九十九里有料道路

九十九里有料道路の起点ゲート
長生郡一宮町新地（2015年6月）

九十九里有料道路（くじゅうくりゆうりょうどうろ）は、千葉県道路公社が管理する一般自動車道。千葉県長生郡一宮町から山武郡九十九里町に至る延長17.2キロメートル (km) の有料道路である。ETCは利用できない。
自動車道ナンバリングは「D28」が割り振られている。

## 概要
千葉県の房総半島の東側に位置する太平洋岸・九十九里浜に沿って延びるシーサイドラインで、九十九里海岸の観光客誘致と地域開発を目的につくられた有料道路である。九十九里浜はサーフィンの聖地としてもよく知られ、別名「波乗り道路」ともよばれている。また、元日の初日の出スポットとしても人気がある。かつては深夜帯（4月 - 9月は23時から翌日5時、10月 - 3月は22時から翌日6時）は出入口が閉鎖されていたが、現在は終日通行可能である。深夜帯(22時から翌日6時)は料金所が無人となるため、無料で通行できる。ただし、利用者が減っているため、経費削減のために白里インターチェンジ（IC）は入口のみ7、8月の営業となる。料金所がない出口は年中利用できる。
千葉県道路公社が管理する有料道路の中で唯一、道路運送法に基づく一般自動車道であり、道路整備特別措置法に基づく有料道路とは異なり、料金の徴収期間が定められていない。

### 路線データ
- 起点：千葉県長生郡一宮町新地甲
- 終点：千葉県山武郡九十九里町片貝
- 全長：17.2 km[5]
- 車線数：2車線
- 車線幅員：3.25 m
- 設計速度：70 km/h
- 事業費：約40億円

## 沿革
- 1970年（昭和45年）3月6日：着工。
- 1972年（昭和47年）6月17日：供用開始。
- 2000年（平成12年）7月4日：長生IC供用開始。
- 2015年（平成27年）7月1日：夏季限定で無料開放を実施（9月30日まで）[5]。
- 2016年（平成28年）4月1日：津波対策（かさ上げ）工事のため、長期の全線通行止め[6]。
- 2017年（平成29年）
  - 7月28日：片貝IC - 真亀IC/JCT（3.7 km）の通行止め解除（全線通行止め解除までの期間、全車種終日無料）[7][6]。
  - 12月24日：真亀IC/JCT - 一宮町新地（13.5 km）の通行止め解除により、全線通行止め解除[8]。

## 路線状況
海岸至近の砂浜に沿った片側1車線で、アップダウンの無い平坦な直線道路が続く。全線に渡ってほとんどカーブがなく、道路のすぐわきまで砂浜が迫る場所が時としてある。途中に6つのインターチェンジや2つのパーキングエリアが設けられており、各インターチェンジには海水浴場があるため、夏休み期間中は混雑する。なお、本道路は道路交通法による一部車両通行規制が行われており、自転車は通行不可である。

### 通称
- 波乗り道路

### 通行料金
- 二輪自動車：220円
- 普通車（小型自動車・軽自動車を含む）：420円
- バス型自動車（マイクロバス・路線バス）：1100円
- 大型車（定員30名以上のバスを含む）：1760円
- 料金徴収時間は午前6時～午後10時まで（7・8月は午前5時～午後11時）

### インターチェンジなど

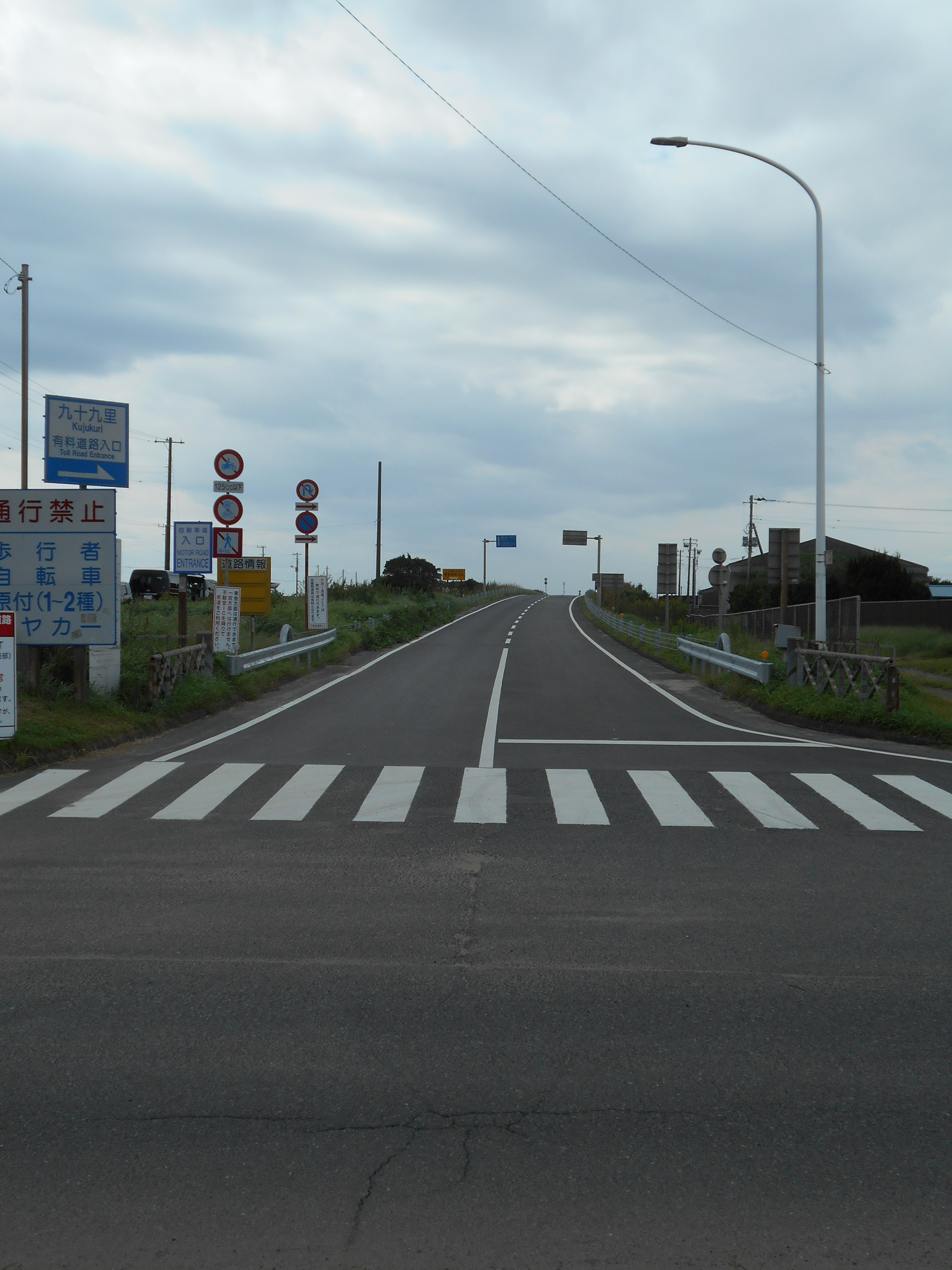
片貝IC（2017年9月）

- 片貝IC（九十九里町片貝）

九十九里有料道路の北端に位置し、町道を介して片貝海岸入口交差点で千葉県道25号東金片貝線と接続する。ICを降りた至近に片貝海水浴場がある。
- 不動堂IC（九十九里町不動堂）

町道を介して豊海海岸入口交差点で千葉県道75号東金豊海線と接続する。ICを降りた至近に千葉県立九十九里自然公園がある。
- 豊海料金所（九十九里町真亀）

片貝IC - 真亀IC間の通行料金を徴収する料金所。
- 真亀IC/JCT（九十九里町真亀）

東金九十九里有料道路と相互乗り入れするインターチェンジ。
- 真亀PA（大網白里市北今泉）

真亀IC付近に位置する。一宮方面専用。至近に北今泉海水浴場がある。駐車場のみでトイレと自販機は無い。2025年（令和7年）8月1日に再オープンした。
- 白里IC（大網白里市南今泉）

市道を介して白里海岸入口交差点で、千葉県道83号山田台大網白里線と接続する。入口は夏季限定営業。上記参照。
- 白子料金所

白子IC - 真亀IC間の通行料金を徴収する料金所。かさ上げ工事後に設置された。
- 白子PA

白子料金所南側に位置する。一宮方面専用。至近に九十九里自然公園がある。かさ上げ工事後に設置。駐車場のみでトイレと自販機は無い。
- 白子IC（白子町古所）

白子インター前交差点で千葉県道31号茂原白子線と接続する。直近は白子海岸で、九十九里自然公園や剃金海水浴場や五井海水浴場がある。
- 長生IC（長生村一松）

片貝方面出入口。千葉県道84号茂原長生線と接続する。至近に一松海岸、城之内海水浴場がある。料金所は白子料金所に統合される形で廃止された。
- 一宮PA（長生村一松）

一宮川の河口に位置するパーキングエリア。
- （廃止）一宮料金所

かさ上げ工事の完成後に廃止された。これにより、白子IC - 新地交差点の間が事実上無料化された。
- 新地交差点

九十九里有料道路の最南端に位置し、千葉県道30号飯岡一宮線と接続する。